# Pray (Lasgo)
Pray è un singolo del gruppo musicale belga Lasgo, pubblicato il 9 ottobre 2002 come terzo e ultimo estratto dall'album Some Things.

## Tracce
CD Maxi
1. Pray (Original Radio Edit) – 3:19
2. Pray (LMC Radio Edit) – 3:21
3. Pray (Extended Version) – 5:29
4. Pray (Flip & Fill Remix) – 6:41
5. Pray (Driftwood Remix) – 7:24

## Classifiche

### Classifiche settimanali
| Classifica (2002-03) | Posizione massima |
| -------------------- | ----------------- |
| Austria              | 43                |
| Belgio (Fiandre)     | 11                |
| Germania             | 31                |
| Irlanda              | 44                |
| Paesi Bassi          | 32                |
| Regno Unito          | 17                |
| Spagna               | 8                 |

### Classifiche di fine anno
| Classifica (2002) | Posizione |
| ----------------- | --------- |
| Belgio (Fiandre)  | 68        |